# Danilson Córdoba
Danilson Córdoba (Quibdó, 1986. szeptember 6. –) kolumbiai válogatott labdarúgó.

## Nemzeti válogatott
A kolumbiai válogatottban 3 mérkőzést játszott.

## Statisztika
| Kolumbiai válogatott | Kolumbiai válogatott | Kolumbiai válogatott |
| Időszak              | Mérk.                | gól                  |
| -------------------- | -------------------- | -------------------- |
| 2007                 | 2                    | 0                    |
| 2008                 | 1                    | 0                    |
| Összesen             | 3                    | 0                    |